# بحيرة باشبادرا
بحيرة باشبادرا هي بحيرة مالحة تقع على مقربة من باشبادرا،منطقة بارمر راجستان في الهند.نسبة كلوريد الصوديوم في البحيرة سجلت 98%.